# Mühlenbach (Schwarzwald)
Mühlenbach ist eine Gemeinde im Ortenaukreis in Baden-Württemberg.

## Geographie

### Lage
Der staatlich anerkannte Erholungsort Mühlenbach liegt in einem Seitental der Kinzig im mittleren Schwarzwald. Durch den Ort fließt der gleichnamige Bach.

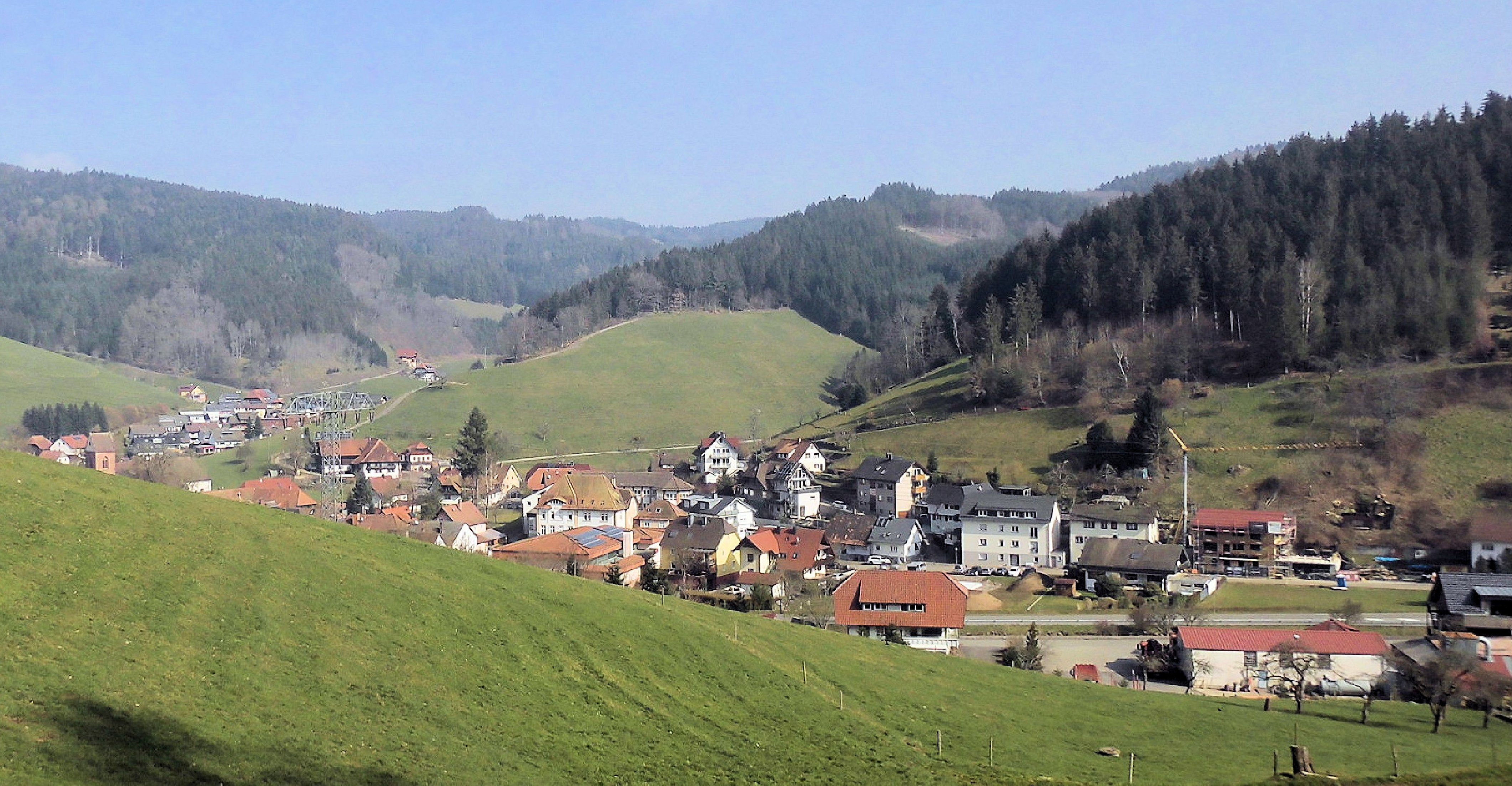
Blick auf Mühlenbach

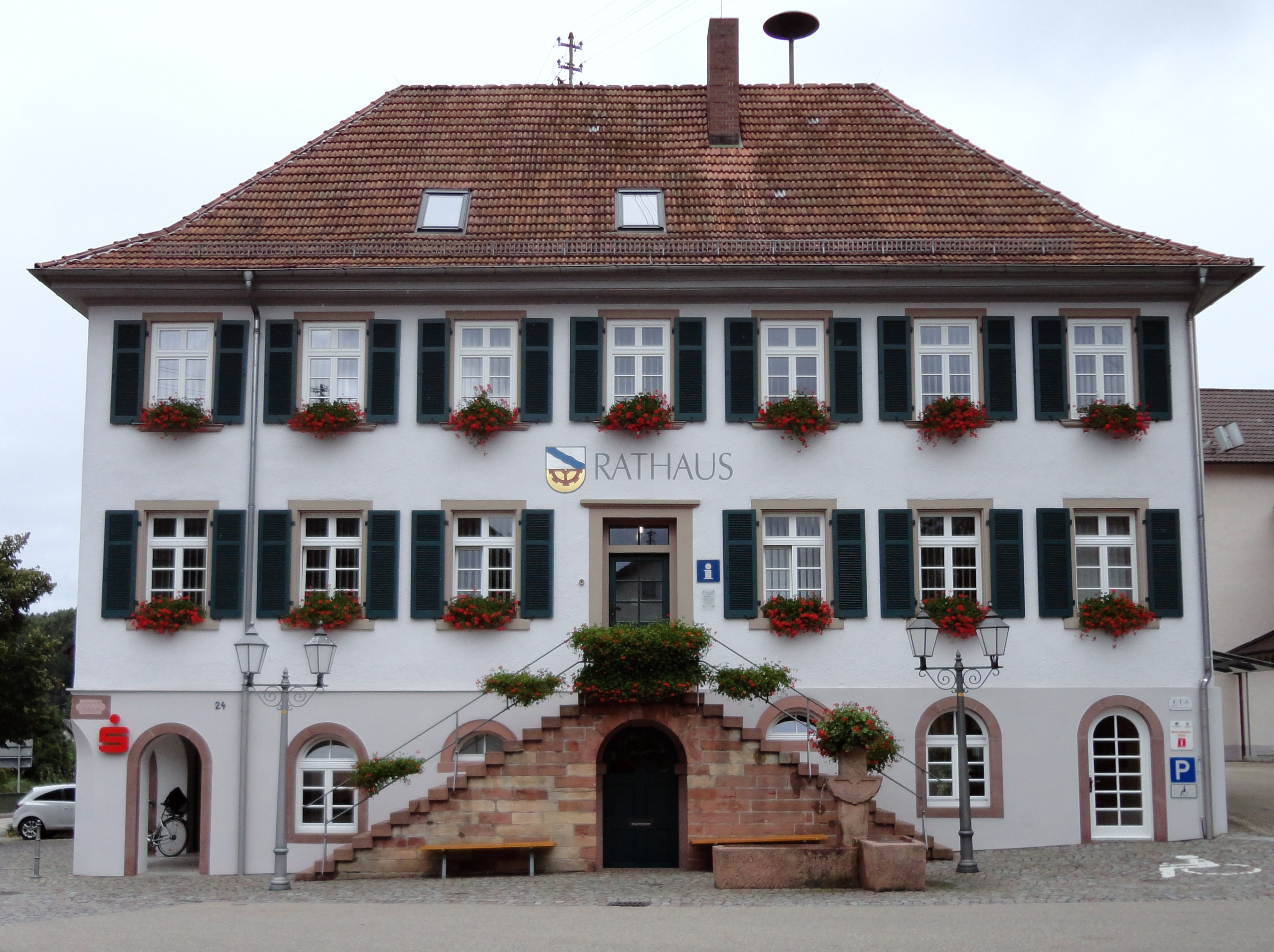
Rathaus Mühlenbach

Siehe auch: Burg Mühlenbach

### Nachbargemeinden
Die Gemeinde grenzt im Norden an die Städte Haslach und Hausach, im Osten an Gutach, im Süden an die Stadt Elzach im Landkreis Emmendingen und im Westen an Hofstetten.

### Gemeindegliederung
Zur Gemeinde Mühlenbach gehören das Dorf Mühlenbach, die Weiler Eichhalde, Gürtenau, die Zinken Bärenbach, Burggraben, Dietental, Fannis, Flachenberg, Hagsbach, Hintergrund, Oberbüchern, Pfaus, Schulersberg, Stein, Stollengrund, Unterbüchern und Windenbach und die Höfe Grub und Vorbach.

## Geschichte
Von 1813 bis 1857 gehörte Mühlenbach zur Verwaltungseinheit des Bezirksamtes Haslach. Mit der Auflösung des Amtes wechselte Mühlenbach zum Bezirksamt Wolfach und gehörte nach dem Zweiten Weltkrieg zum Landkreis Wolfach und wechselte am 1. Januar 1973 in den neugebildeten Ortenaukreis.

## Demographie
Einwohnerzahlen nach dem jeweiligen Gebietsstand.
| Jahr | Einwohnerzahl |
| ---- | ------------- |
| 1834 | 1.763         |
| 1885 | 1.604         |
| 1939 | 1.339         |
| 1961 | 1.465         |
| 1970 | 1.566         |
| 2011 | 1.674         |
| 2022 | 1.674         |

## Religionen
Mühlenbach ist für seine römisch-katholische Kirche Sankt Afra bekannt, mit dem zweitgrößten Blumenteppich Deutschlands und großen Prozessionen. Der größte Teil der Einwohner Mühlenbachs gehört einer christlichen Konfession an. Seit der Dekanatsreform am 1. Januar 2008 gehört Mühlenbach und die St. Afra-Kirche zum Dekanat Offenburg-Kinzigtal und gehört zudem zur Seelsorgeeinheit Haslach.

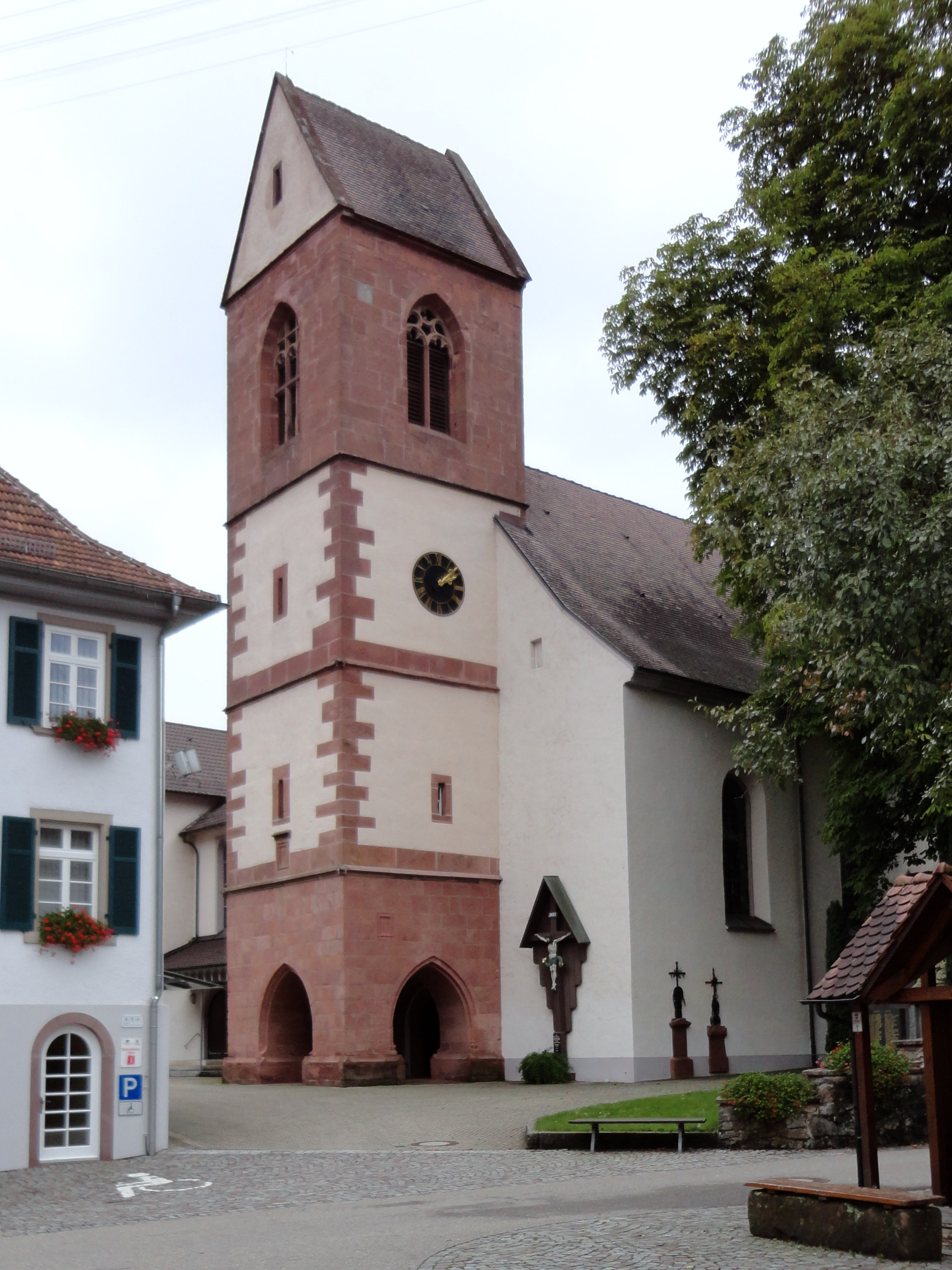
St. Afra in Mühlenbach
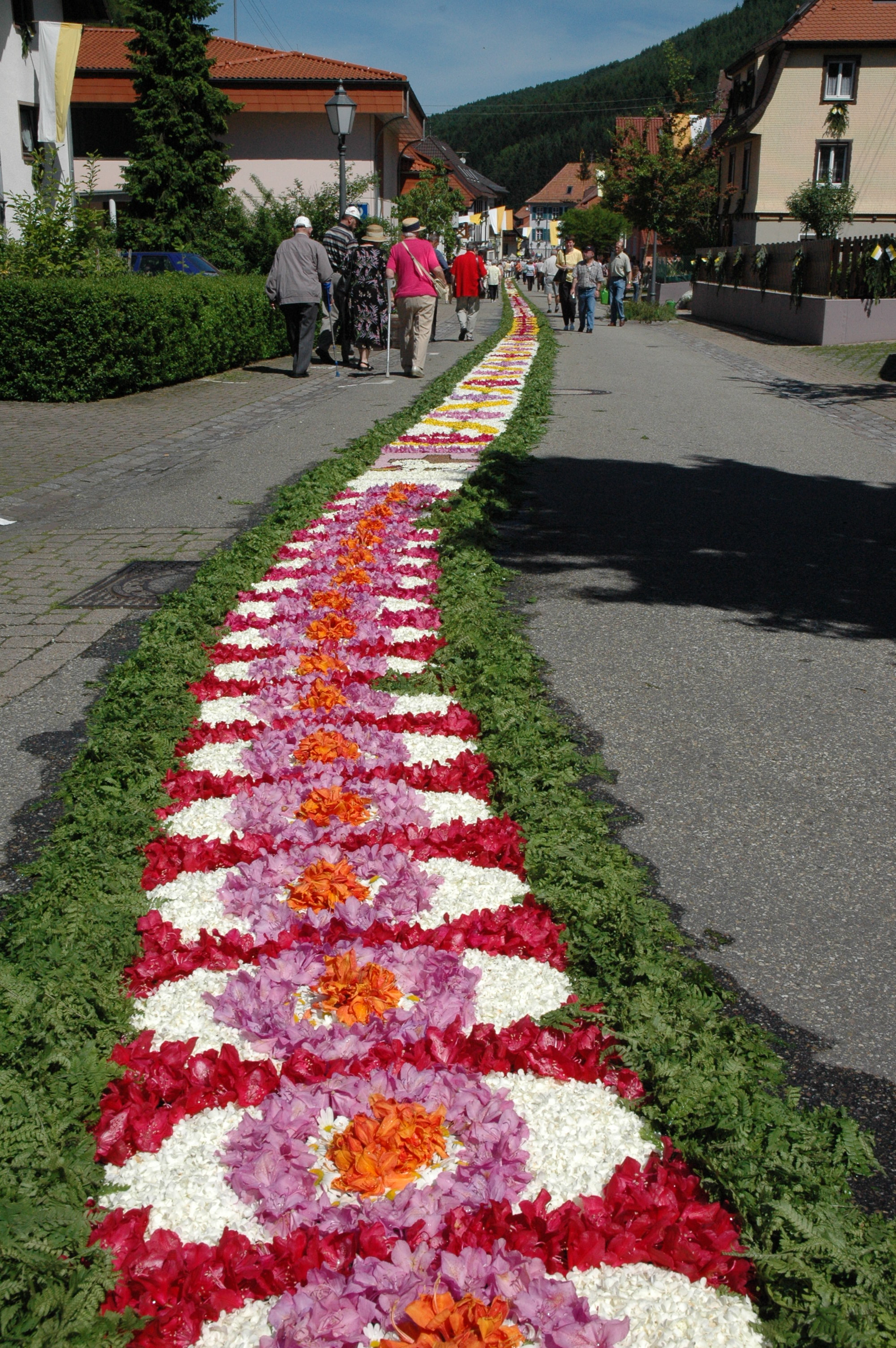
Der Blumenteppich in Mühlenbach zählt zu den größten seiner Art in Deutschland.
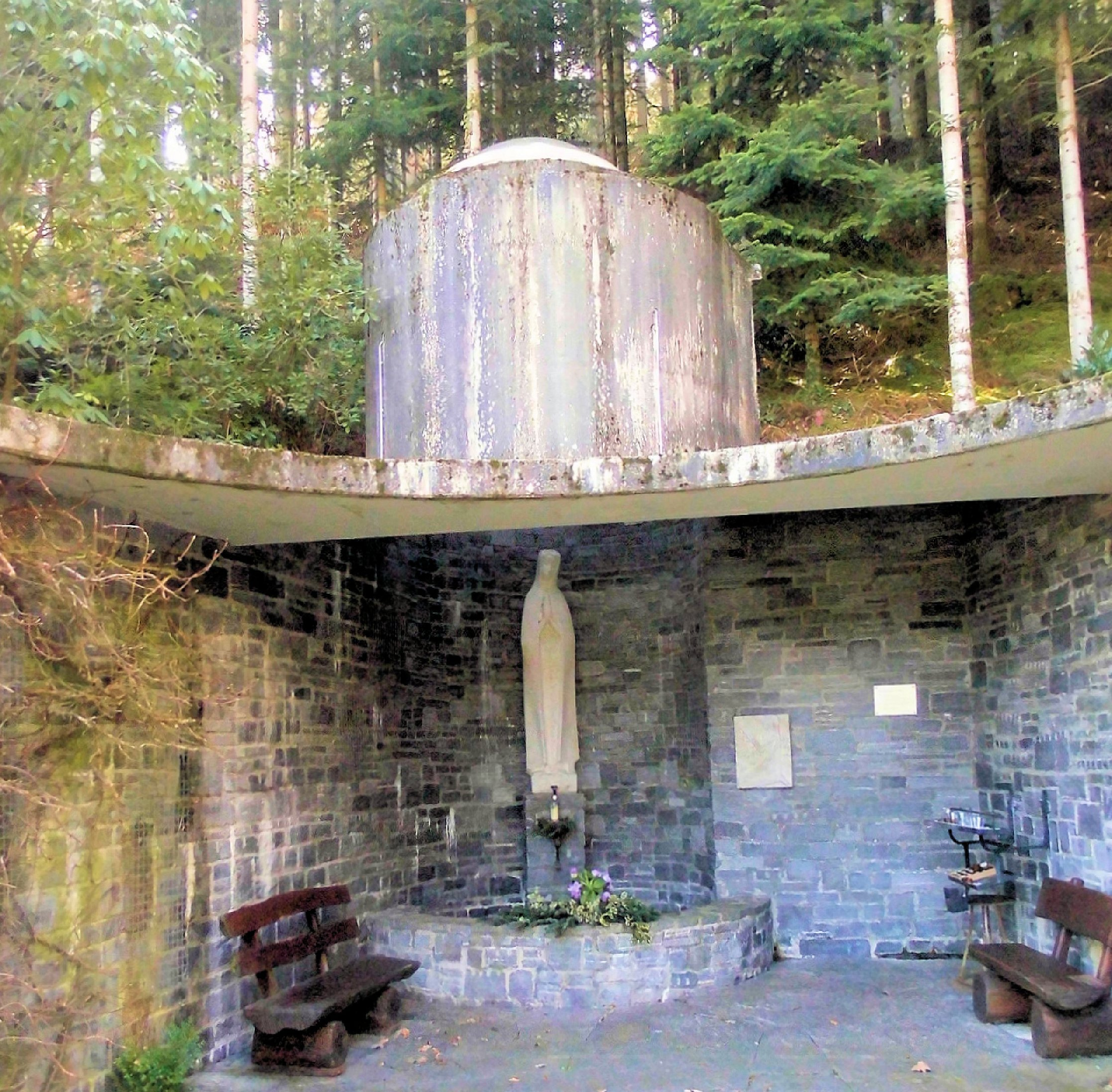
Muttergottesgrotte

## Politik

### Verwaltungsgemeinschaft
Die Gemeinde gehört der Vereinbarten Verwaltungsgemeinschaft der Stadt Haslach im Kinzigtal an.

### Gemeinderat
Die Gemeinderatswahl am 9. Juni 2024 brachte folgendes Ergebnis:
| Partei/Liste    | 2024    | 2024    | 2019   | 2019  |
| Partei/Liste    | Anteil  | Sitze   | Anteil | Sitze |
| --------------- | ------- | ------- | ------ | ----- |
| Freie Wähler    | 45,39 % | 5       | 54,5 % | 5     |
| CDU             | 54,61 % | 5       | 45,5 % | 5     |
| Wahlbeteiligung | 75,52 % | 75,52 % | ?      | ?     |

### Bürgermeister
Im September 1993 wurde Karl Burger (* 1952) zum neuen Bürgermeister gewählt, 2001 und 2009 wurde er mit jeweils über 90 % der Stimmen im Amt bestätigt.
Am 24. September 2017 wurde Helga Wössner mit 61,1 % der Stimmen als neue Bürgermeisterin gewählt.

## Wirtschaft und Infrastruktur

### Verkehr
Die nächste Bahnstation befindet sich in Haslach im Kinzigtal an der Schwarzwaldbahn. Dort besteht Anschluss an die Regionalbahnen der Südwestdeutschen Landesverkehrs-AG (SWEG), die unter der Marke Ortenau-S-Bahn verkehren, und die Regional-Express-Züge Karlsruhe–Konstanz der DB Regio.
Durch eine Alltagsroute aus dem Radnetz Baden-Württemberg ist Mühlenbach mit Haslach im Kinzigtal verbunden. Die geplante Weiterführung von Mühlenbach nach Elzach („Zielnetz“) besteht noch nicht. Das Regierungspräsidium Freiburg plant, die Lücke entlang der B 294 zwischen Biederbach-Heidburg und Biederbach-Pelzmühle als Teil des landesweiten Radnetzes durch den Bau eines Radweges zu schließen und so einen Teil einer Verbindung von Mühlenbach nach Elzach zu errichten.
Die Gemeinde liegt an der Bundesstraße 294 (Bretten – Freiburg im Breisgau).

### Bildung
In Mühlenbach gibt es einen römisch-katholischen Kindergarten und eine Grund- und Hauptschule. Eine Realschule befindet sich in Haslach im Kinzigtal und ein Gymnasium in Hausach.

## Mediale Aufmerksamkeit
Im Juli 2018 machte Mühlenbach bundesweit Schlagzeilen, als ein 16-Jähriger Gleitschirmanfänger in das Dach der Kirche stürzte.